# Andreas Welzenbach

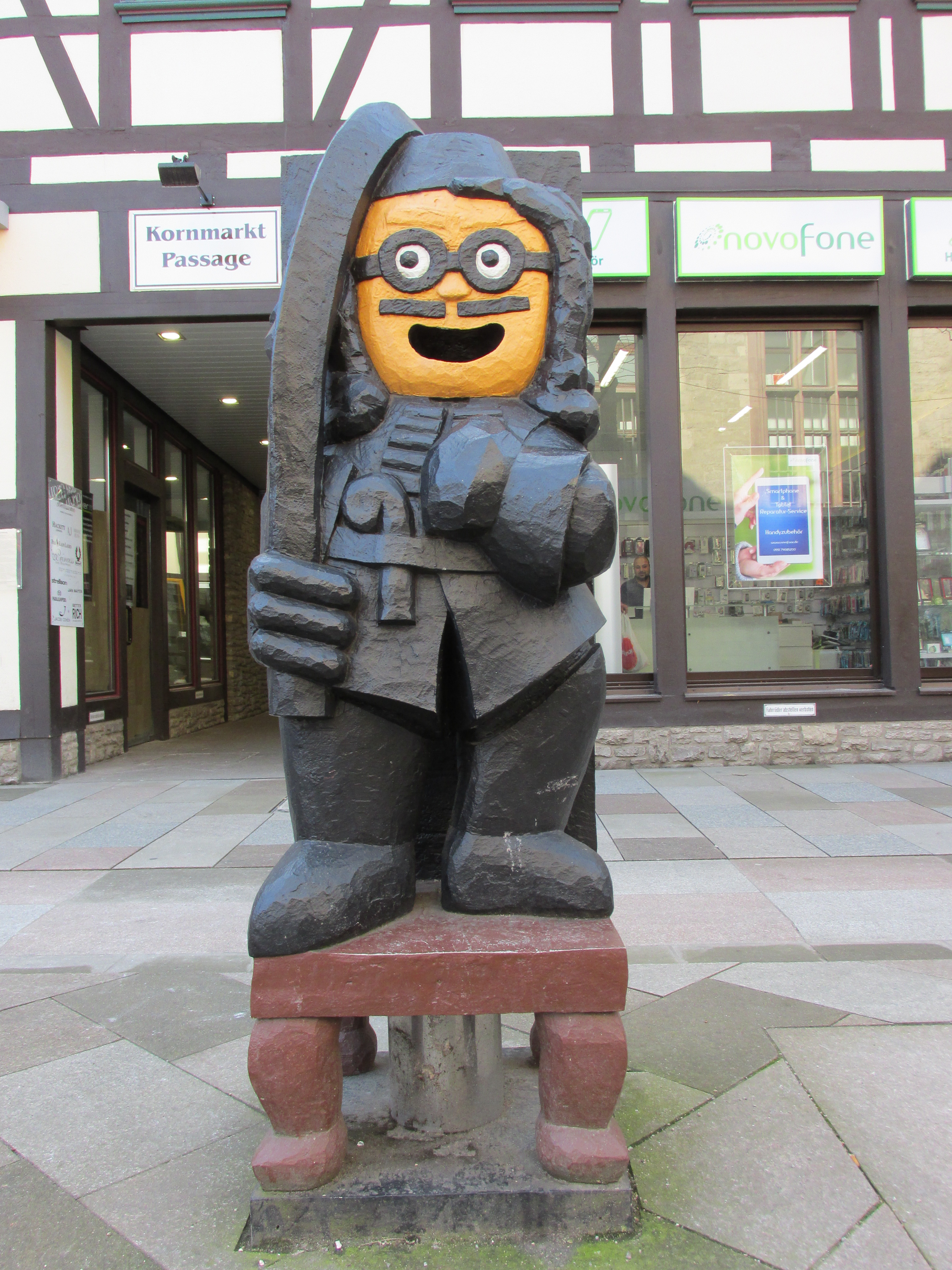
Andreas Welzenbach: Göttinger Erhebung, rechter Teil (2012)

Andreas Welzenbach (* 9. Oktober 1965 in Aalen) ist ein deutscher Bildhauer. 

## Leben
Andreas Welzenbach wurde 1965 in Aalen geboren. Nach dem Abitur und der daran anschließenden Zivildienstzeit 
studierte er zunächst Orchestermusik im Bereich Schlagwerk an der Musikhochschule Mannheim.
1990 begann er ein Studium der freien Kunst an der Staatlichen Akademie der Bildenden Künste Karlsruhe 
bei   O. H. Hajek und   Stephan Balkenhol, dessen Meisterschüler er 1995 war.
1996 schloss er das Studium mit dem Diplom ab. 

## Stil
Andreas Welzenbach hat in seiner künstlerischen Entwicklung einen eigenen Weg beschritten. Er konzentriert sich auf den Werkstoff Holz, seine Skulpturen sind jeweils aus nur einem massiven Block geschnitzt und selbst die beweglichen Elemente werden dabei aus dem gleichen Stück freigearbeitet. Seine Themen sind meist in Werkgruppen angelegt. Die frühen Serien hießen „kleine Katastrophen“ und „letzter Blick“. Später folgten neben vielen anderen die beiden großen Serien „hinrichten“ und „Nachtwächter“. 
Er spielt in seinen Werken stets mit den etablierten Vorstellungen von Kunst und den Konventionen einer kleinbürgerlichen Ästhetik. Die Arbeiten thematisieren existenzielle Fragen und werfen den Betrachter auf sein Menschsein zurück. Dabei hilft stets seine feine Ironie und sein schwarzer Humor die Absurdität menschlichen Tuns zu ertragen. 

## Preise
- Hans-Helmut-Baur-Preis, Kunstmuseum Heidenheim, 1996
- 2. Preis, Kunstpreis Ökologie, AEG Nürnberg, 1994
- 1. Preis, Jugendpreis der Künstlergilde Ulm, 1992
- Akademiepreis, Jahresausstellung der Akademie, 1992

## Ausstellungen (Auswahl)
- Kunstverein Hechingen, 2021
- Kunstmuseum Heidenheim, 2020
- Museum im Bürgerhaus, Aalen-Wasseralfingen, 2019
- Galerie Bunsen und Götz, Nürnberg, 2017
- Galerie Knecht und Burster, Karlsruhe, 2017
- Galerie Keller, Mannheim, 2016
- Kunstraum Riedberg, Goethe-Universität, Frankfurt, 2015
- Galerie Peter Tedden, Düsseldorf, 2015
- Galerie Ahlers, Göttingen, 2014
- Südwestmetall Aalen, 2014
- Zehntscheuer Abtsgmünd, 2013
- Städtische Galerie, Ostfildern, 2012
- Galerie CP, Wiesbaden, 2012
- Galerie Strzelski, Stuttgart, 2012
- kd-Kunst, Bremen-Wallhöfen, 2012
- Galerie ars pro toto, Erlangen, 2011
- Rathausgalerie Aalen, 2010
- Galerie Tedden. Düsseldorf, 2010
- Galerie CP, Wiesbaden, 2009
- Galerie Ahlers, Göttingen, 2008
- Galerie Tedden, Düsseldorf, 2008
- SüdWestGalerie, Niederalfingen, 2007
- Galerie der Stadt Tuttlingen, 2007
- Galerie Maurer, Frankfurt, 2006
- Galerie Keim, Stuttgart, 2006
- Galerie Ahlers, Göttingen, 2005
- Ostalbkreishaus, Aalen, 2005
- Künstlertreff Stuttgart, 2004
- Galerie CP, Wiesbaden, 2004
- Kunstverein Leimen, 2004
- Galerie ARTIS, Darmstadt, 2003
- Künstlerhaus Ulm, 2003
- Kunstmuseum Heidenheim, 2002
- Städtische Museen Heilbronn, 2002
- Multiple Box, Hamburg, 2000
- Rathausgalerie Aalen, 2000
- Städtische Museen Jena, 2000
- Galerie Großkinsky & Brümmer, Karlsruhe, 2000
- Galerie Planie 22, Reutlingen, 1999
- Hospitalhof Stuttgart, 1998
- Kunstverein Aalen, 1997
- Galerie Hartmut Beck, Erlangen, 1996
- Galerie Brochier, München, 1995
- Galerie Hartmut Beck, Erlangen, 1994

## Kataloge
- Andreas Welzenbach, Wache Sinne, andere Holzskulpturen (Hrsg.) Rathausgalerie Aalen, 2000, - ISBN 3-9806438-4-0
- Andreas Welzenbach, hinrichten., Holzskulpturen (Hrsg.) Andreas Pfeiffer und René Hirner, 2002, - ISBN 3-89904-010-4
- Andreas Welzenbach, BESTAND, Holzskulpturen (Hrsg.) SüdWestGalerie Niederalfingen, 2007, - ISBN 978-3-9811422-1-1
- Andreas Welzenbach, BEST AND BEST OF, Holzskulpturen (Hrsg.) Galerie Peter Tedden, Düsseldorf, 2010, - ISBN 978-3-940985-20-0